# Jean Guichet
Pour les articles homonymes, voir Guichet.
Jean Guichet, né le 10 août 1927 à Marseille, est un ancien résistant, entrepreneur et pilote automobile français, dont la carrière s'est étalée de 1949 à 1979 (soit 30 années). Il est élevé au grade de Commandeur de la Légion d'honneur.

## Biographie
Il a notamment gagné le tour auto en 1963 et les 24 Heures du Mans en 1964, les 1 000 km de Monza en 1965, les 12 heures de Reims en 1965, et les 6 heures de Dakar en 1963.  
Il a été quatre fois Champion de France.  
Il a été Pilote officiel de la Scuderia Ferrari de 1963 à 1967 pour laquelle il obtiendra en Championnat du Monde 19 podiums, 5 victoires. Il sera un des seuls pilotes d'usine Ferrari à avoir mené une carrière automobile et d'industriel en parallèle. Il a été un des principaux acteurs de la bataille Ferrari / Ford pilotant les 250 GTO contre les AC Cobra puis les Ferrari P contre les Ford GT40. 
À partir de 1970, avec la collaboration de Jean Todt, il engage sous son nom des Peugeot 504 Groupe 1 dans les grands rallyes africains : Bandama, Maroc, Safari... Ces Peugeot 504 privées étaient en fait conçues par une équipe du bureau d’étude de Peugeot à Sochaux afin de préparer l'engagement de voitures officielles à partir du Rallye du Bandama en décembre 1973.
Pilote officiel Peugeot, il terminera sa carrière par une victoire au Rallye d'Argentine - Codasur 1979 avec comme coéquipier Jean Todt sur une Peugeot 504 Groupe 4.

## Jean Guichet aux 24 Heures du Mans
Jean Guichet a participé à treize reprises aux 24 Heures du Mans entre 1956 et 1975. 
Son palmarès manceau comprend trois podiums:
1964: victoire en 1964 au classement général
1962: deuxième place en 1962 au classement général et victoire en GT
1961: troisième place en 1961 au classement général et victoire en GT
1969: cinquième place en 1969 au classement général
Après deux participations sans résultats en 1956 et 1957 sur Gordini, il revient aux 1960 au volant d’une Fiat Abarth 850 avant d’entamer une série de sept participations consécutives avec Ferrari marquées par la victoire de 1964 où il partageait le volant d’une Ferrari 275 P avec le sicilien Nino Vaccarella. Les deux coéquipiers ont remporté l'épreuve à la moyenne de 195,63 km/h devant les deux autres Ferrari 330 P des équipages Graham Hill-Joakim Bonnier et Lorenzo Bandini-John Surtees.
En septembre 1968, il partage le volant d’une Alpine Renault officielle avec Jean-Pierre Jabouille mais ils sont contraints à l'abandon à la 16e heure sur panne électrique. En 1969, il retrouve Nino Vaccarella et se classe 5e au volant d’une Matra MS 630.
Il revient au Mans une dernière fois en 1975 pour piloter aux côtés de Sam Posey et de Hervé Poulain, la BMW 3.0 CSL que ce dernier, commissaire priseur parisien, avait fait peindre par le sculpteur Alexander Calder. Une rupture de cardan de transmission met fin à leur course au bout de neuf heures.

### Les 13 participations de Jean Guichet aux 24 Heures du Mans
- 1956 : Gordini T 15 S no 15, Manzon, Guichet (abandon, moteur).
- 1957 : Gordini T 24 S no 18, Guelfi, Guichet (abandon, moteur).
- 1960 : Fiat Abarth 850 S no 50,Guichet, Condrillier (abandon, embrayage.)
- 1961 : Ferrari 250 GT no 14,Noblet, Guichet (3e).
- 1962 : Ferrari 250 GTO no 19,Guichet, Noblet (2e).
- 1963 : Ferrari 330 LM no 9,Guichet, Noblet (abandon, circuit d’huile).
- 1964 : Ferrari 275 P no 20,Vaccarella, Guichet (1er, et victoire à l'indice de performance[3]).
- 1965 : Ferrari 330 P2 no 20,Guichet, Parkes (abandon, batterie).
- 1966 : Ferrari 330 P3 no 21,Bandini, Guichet (abandon, moteur).
- 1967 : Ferrari 330 P3/4 no 22,Muller, Guichet (abandon, fuite huile).
- 1968 : Alpine A 220 no 29,Guichet, Jabouille (abandon, panne électrique).
- 1969 : Matra Simca MS 630 no 32, Vaccarella, Guichet (5e).
- 1975 : BMW 3.0 CSL no 93, Guichet, Posey, Poulain (abandon, transmission).

## Palmarès international en Sport et Prototypes
- 1965

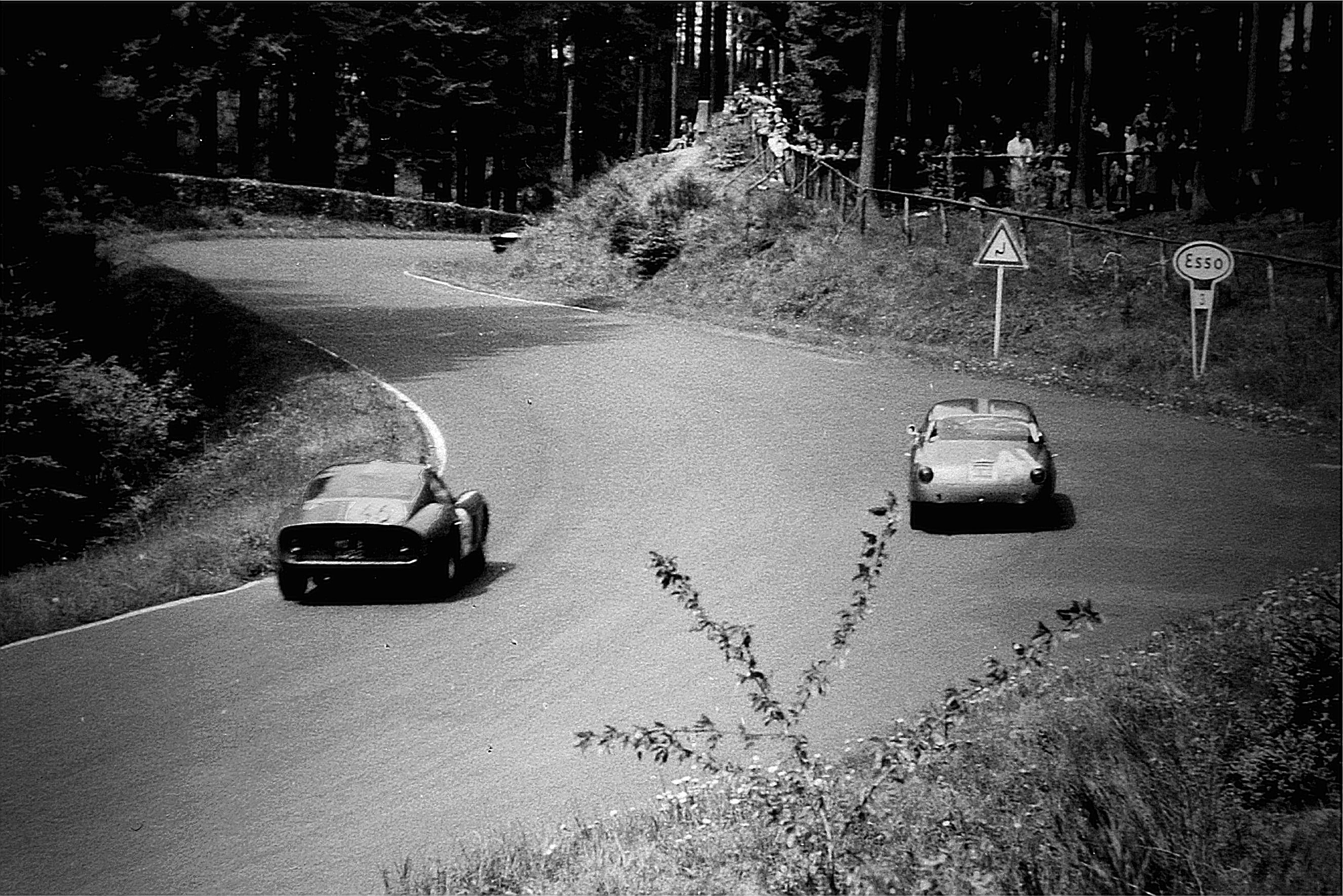
Guichet et Pierre Noblet (à gauche), seconds des 1000 km du Nürburgring en 1963.

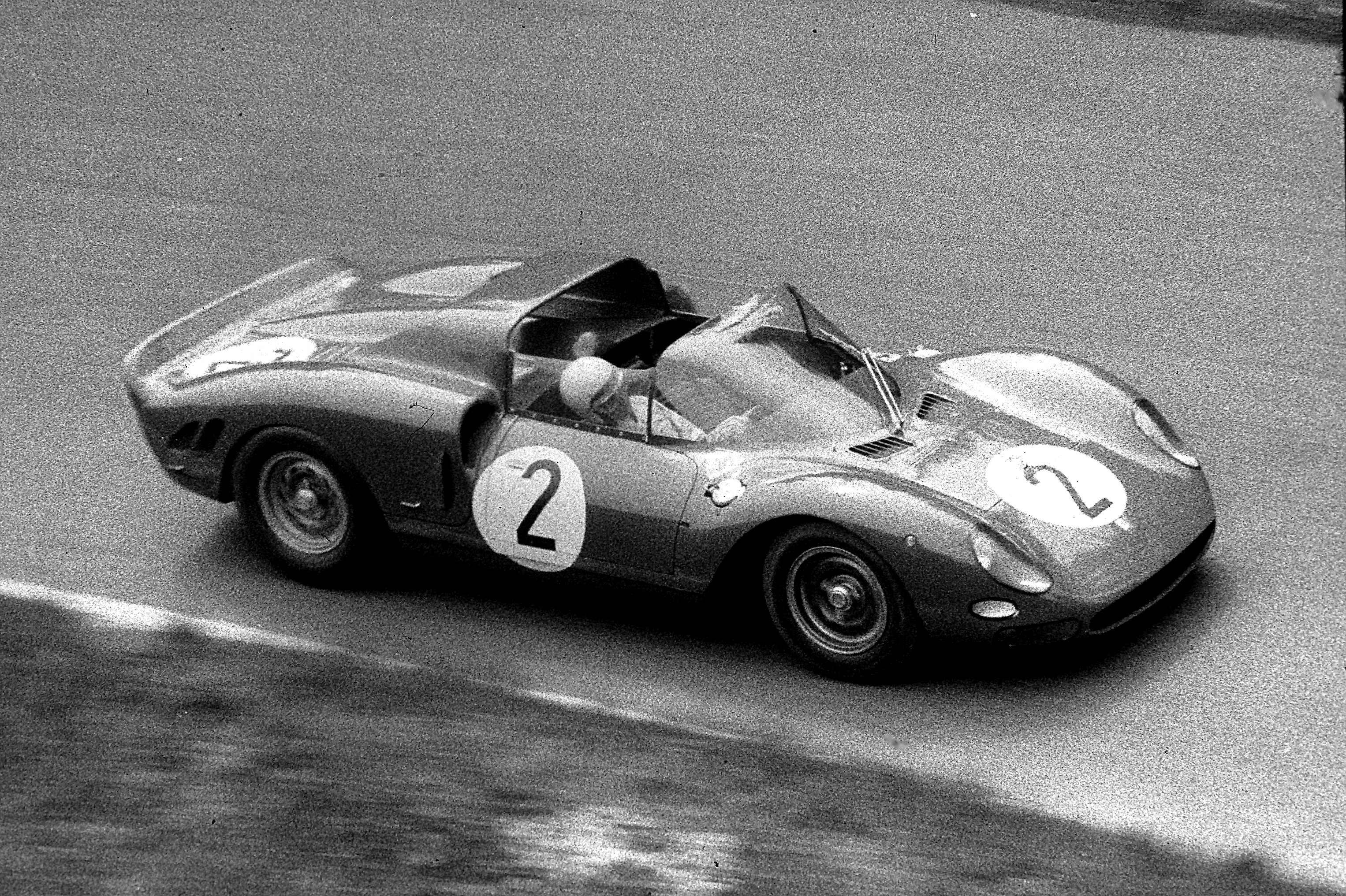
Jean Guichet sur Ferrari 275 P2, au Nurburgring en 1965.

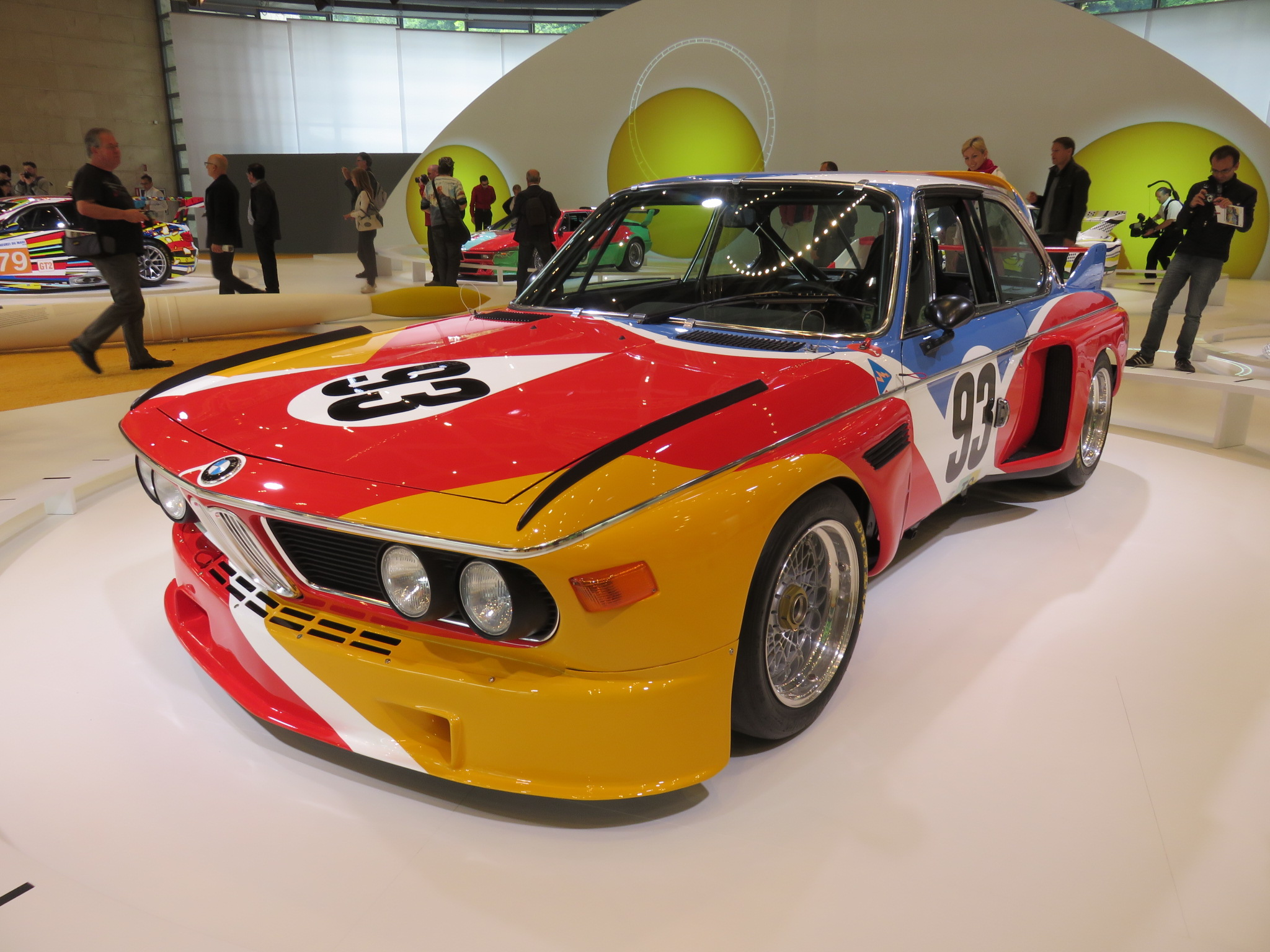
BMW 3.0 CSL Alexander Calder de l'équipage Guichet, Hervé Poulain et Sam Posey, aux 24 Heures du Mans 1975.

  - Champion de France de Sport-Prototypes
- 1960
  - 2e des Trophées d’Auvergne, Ferrari 250 GT SWB.
  - 2e de la Coppa Inter-Europa, Ferrari 250 GT SWB.
- 1961
  - 4e de la Coppa Ascari, avec l'italien Giancarlo Rigamonti (de), Fiat-Abarth 1000 Zagato.
  - 3e des 24 Heures du Mans, avec Pierre Noblet, Ferrari 250 GT SWB de ce dernier.
  - 8e des 1 000 kilomètres de Paris, avec le nordiste Pierre Noblet, Ferrari 250 GT SWB.
- 1962
  - 10e des 12 Heures de Sebring, avec l’italien Alfonso Thiele, Fiat Abarth 850 officielle.
  - 3e de la Coppa Maifredi, Circuito des Garda, Italie, Fiat Abarth 1 000.
  - 9e de la Targa Florio, avec l’italien Alfonso Thiele, Alfa Romeo Giulietta.
  - 7e des 1 000 km du Nürburgring, avec le nordiste Pierre Noblet, Ferrari 250 GTO de ce dernier.
  - 2e des 24 Heures du Mans, avec le nordiste Pierre Noblet, Ferrari 250 GTO de ce dernier.
  - 4e des Trophées d’Auvergne, Ferrari 250 GTO personnelle.
  - 4e des 1 000 km de Paris, avec le nordiste Pierre Noblet, Ferrari 250 GTO personnelle.
- 1963
  - 1er des 6 Heures de Dakar, avec le nordiste Pierre Noblet, Ferrari 250 GTO de ce dernier.
  - 2e des 1 000 km du Nürburgring, avec le nordiste Pierre Noblet, Ferrari 250 GTO de ce dernier.
  - 7e des Trophées d’Auvergne, Ferrari.
  - 1er du Tour de France automobile avec le français José Behra, Ferrari 250 GTO.
  - 2e des Coupes du Salon, Ferrari 250 GTO.
- 1964
  - 1er des 6 Heures de Dakar, avec le nordiste Pierre Noblet, Ferrari 250 GTO de ce dernier.
  - 3e du Test du Mans, avec Mike Parkes et Lorenzo Bandini, Ferrari 250 LM.
  - 2e des 500 km de Spa-Francorchamps sur Ferrari 250 GTO/64, [Scuderia Filipinetti].
  - 2e des 1 000 km du Nürburgring, avec l’anglais Mike Parkes, Ferrari 250 GTO/64 de l'équipe officielle Ferrari.
  - 1er des 24 Heures du Mans avec le sicilien Nino Vaccarella, Ferrari 275 P de l'équipe officielle Ferrari.
  - 2e du Tour de France automobile avec Michel de Bourbon-Parme, Ferrari 250 GTO.
- 1965
  - 5e du Test du Mans, avec Mike Parkes et Giancarlo Baghetti, sur Ferrari 275P2.
  - 1er des 1 000 km de Monza avec l’anglais Mike Parkes, Ferrari 275 P2 de l'équipe officielle Ferrari.
  - 2e des 1 000 km du Nürburgring, avec l’anglais Mike Parkes, Ferrari 275 P2 de l'équipe officielle Ferrari.
  - 1er des 12 Heures de Reims avec le mexicain Pedro Rodrigues, Ferrari 365P2 du North American Racing Team.
- 1966
  - 2e de la Targa Florio, avec l’italien Giancarlo Baghetti, Ferrari Dino 2006S de l'équipe officielle Ferrari.
  - 6e des 1 000 km de Spa-Francorchamps, avec l’anglais Richard Attwood, Ferrari Dino 206S de l'équipe officielle Ferrari.
  - 3e des Coupes du Salon, Abarth 1600 GT.
- 1967
  - 3e des 24 Heures de Daytona, avec le pilote mexicain Pedro Rodrigues, Ferrari P3/P4 du N.A.R.T.(North American Racing Team)
- 1968
  - 10e des 1 000 km de Monza, 2e en catégorie Grand Tourisme, avec le pilote et skieur français Jean-Claude Killy, Porsche 911T de l’équipe officielle Porsche.
  - 26e des 1 000 km du Nurbürgring, 3e en catégorie Grand Tourisme, avec le pilote et skieur français Jean-Claude Killy, Porsche 911T de l’équipe officielle Porsche.
  - 4e des 1 000 km de Paris, avec Henri Grandsire, Alpine A220.
- 1969
  - 2e du Test du Mans, avec Johnny Servoz-Gavin, Herbert Müller et Henri Pescarolo, Matra MS630.
  - 5e des 24 Heures du Mans, avec le pilote italien Nino Vaccarella, Matra MS360, équipe officielle Matra Elf.

## Palmarès en rallyes
- Champion de France des rallyes en catégorie Grand Tourisme: 1961 1962 et 1963;
- Vainqueur de la catégorie Grand Tourisme au Rallye de la Lavande: 1958, sur Ferrari 250 GT TdF;
- Vainqueur du Rallye Pétrole-Provence: 1958, sur Ferrari 250 GT TdF (copilote Bodin)[4];
- Vainqueur de la Ronde Cévenole: 1961, sur Abarth 1000;
- Vainqueur du 1er Rallye CODASUR: 1979, sur Peugeot 504 (copilote Jean Todt);
  - 3e du Tour de Corse en 1958 (copilote Robin, sur Renault Dauphine Gordini);
  - 3e du Tour de Corse en 1960 (copilote G.Happel, sur Renault Dauphine Gordini);
  - 3e du Rallye Bandama de Côte d'Ivoire en 1977;
  - 5e du Rallye de Côte d'Ivoire en 1976;
  - 6e du Tour de Corse en 1966 (copilote G.Happel, sur Alfa Romeo Giulia GTA);
  - 9e du Rallye du Maroc (WRC) en 1976.

(remarque: Jean Todt a été son copilote, de 1971 à 1973)

## Records du monde
- Participation à 8 records du monde d'endurance (entre 10 kilomètres et 500 miles) de la Peugeot 204 Proto Diesel de classe 6 (Catégorie A3, Groupe 3) établis le 22 juin 1973 à l'Autodrome de Linas-Montlhéry (notamment avec Jean Todt et Hannu Mikkola)[5].